# Cozia (okręg Mehedinți)
Cozia – wieś w Rumunii, w okręgu Mehedinți, w gminie Pristol. W 2011 roku liczyła 524 mieszkańców.